# Record du Maroc de natation messieurs du 400 mètres 4 nages
Cet article présente l'évolution du record du Maroc de natation messieurs du 400 mètres 4 nages.

## Bassin de 50 mètres
| Temps         | Athlète                  | Naissance | Âge | Club                  | Compétition                       | Lieu       | Date              |
| ------------- | ------------------------ | --------- | --- | --------------------- | --------------------------------- | ---------- | ----------------- |
| 4 min 40 s 80 | Mohamed Oussama Laraichi | 1988      | 18  | CNJ                   |                                   | Dakar      | 12 septembre 2006 |
| -----         |                          |           |     |                       |                                   |            |                   |
| 4 min 36 s 73 | Morad Berrada            | 1991      | 18  | WAC Nautic Club Nîmes |                                   | Nîmes      | 22 mars 2009      |
| -----         |                          |           |     |                       |                                   |            |                   |
| 4 min 31 s 93 | Morad Berrada            | 1991      | 19  | WAC Nautic Club Nîmes |                                   | Nîmes      | 11 avril 2010     |
| 4 min 31 s 81 | Morad Berrada            | 1991      | 19  | WAC Nautic Club Nîmes | Championnats de France (f)        | Strasbourg | 24 mars 2011      |
| 4 min 27 s 50 | Morad Berrada            | 1991      | 20  | WAC Nautic Club Nîmes | Championnats de France Jeunes (f) | Dijon      | 15 avril 2011     |
| 4 min 25 s 58 | Morad Berrada            | 1991      | 21  | Nautic Club Nîmes     | Championnats de France (fb)       | Dunkerque  | 18 mars 2012      |

## Bassin de 25 mètres
| Temps         | Athlète       | Naissance | Âge | Club | Compétition                | Lieu     | Date            |
| ------------- | ------------- | --------- | --- | ---- | -------------------------- | -------- | --------------- |
| 4 min 25 s 51 | Saad Khalloqi | 1978      | 18  | WAC  |                            |          | 14 janvier 2001 |
| 4 min 22 s 11 | Morad Berrada | 1991      | 19  |      | Championnats de France (s) | Chartres | 4 décembre 2010 |
| 4 min 18 s 78 | Morad Berrada | 1991      | 20  |      | Championnats de France (s) | Angers   | 3 décembre 2011 |